# Tressange
Tressange – miejscowość i gmina we Francji, w regionie Grand Est, w departamencie Mozela.
Według danych na rok 1990 gminę zamieszkiwały 2012 osoby, a gęstość zaludnienia wynosiła 215 osób/km² (wśród 2335 gmin Lotaryngii Tressange plasuje się na 213. miejscu pod względem liczby ludności, natomiast pod względem powierzchni na miejscu 643.).